# Mélanippos fils d'Arès
Pour les articles homonymes, voir Mélanippos.
Mélanippos (en grec ancien Μελάνιππος) est un personnage de la mythologie grecque, fils d'Arès et de la nymphe Tritée. Il fonda la ville de Tritaia en Achaïe qu'il nomma en l'honneur de sa mère.

## Famille
Ménalippos est le fils du dieu Arès et de Tritée, prêtresse d’Athéna et fille du dieu marin Triton et de la nymphe Tritonis.

## Mythe
Devenu adulte, Ménalippos  arriva en Achaïe et y fonda une ville, à laquelle il donna le nom de sa mère, Tritaia (selon une autre version, la ville de Tritaia fut plutôt fondée par un habitant de Cumes, appelé Celbidante) .